# Quercuslactone
Les Quercuslactones (du latin quercus chêne) sont des composés chimiques organiques trouvés dans les boissons alcoolisées, y compris whisky, xérès et le brandy. Par conséquent, elles sont aussi appelées “whisky” lactones. Les plus aromatiques transmis par le bois de chêne au vin est β-methyl-γ-octalactone.